# Ölfarbendruck

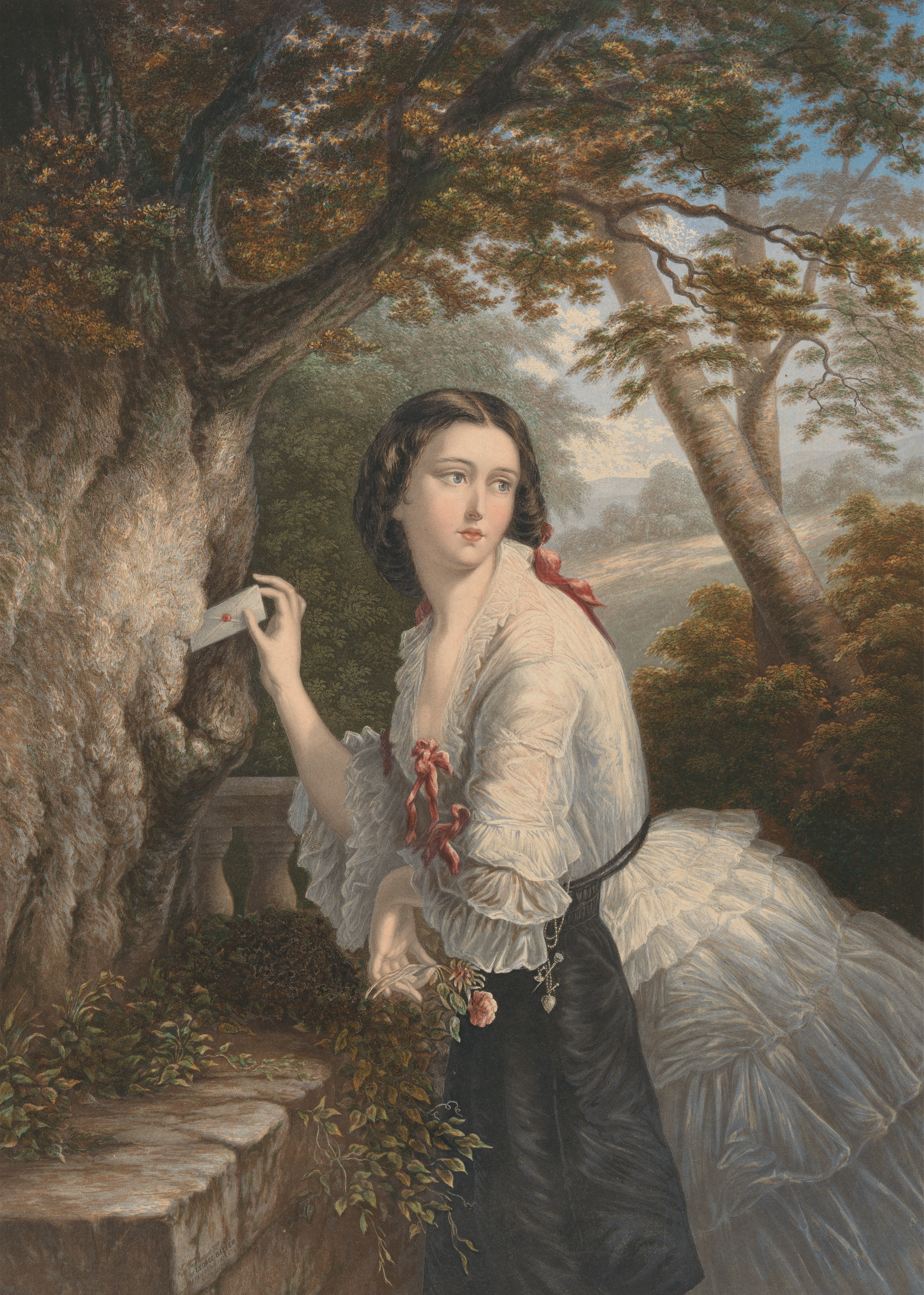
George Baxter: The Lover’s Letter Box, Öldruck nach einem Gemälde von Jessie McLeod, 1856

Der Ölfarbendruck, farbiger Steindruck, auch Oleographie oder Öldruck genannt, ist eine in der Technik der Farblithographie (Chromolithographie) hergestellte Kopie eines Ölgemäldes oder einer Zeichnung (besonders Pastellmalerei). Anders als bei der künstlerischen originalen Druckgrafik ist hier nicht in erster Linie das Ziel, ein Original mehrfach herzustellen (als Druck von einem originalen Druckträger, das heißt von einer Platte, die der Künstler selbst bearbeitet hat), sondern die Vervielfältigung eines Bildes als Reproduktion, wobei der Eindruck eines gemalten originalen Ölbildes imitiert werden soll. Um das Pastose des Ölfarbenpinselstrichs und die Struktur der Leinwand vorzutäuschen, wird zudem eine gravierte farblose Platte nachträglich aufgeprägt.
1836 wurde das Verfahren von George Baxter (1804–1867) entwickelt. Dabei ist pro Farbe jeweils ein Druckvorgang notwendig. Im letzten Druckvorgang können auch Bildstrukturen wie Leinwand oder Pinselstrichduktus mitgedruckt (geprägt) werden. Sind die Druckbilder mit Firnis überzogen, sind diese für einen Laien nicht mehr ohne weiteres von einem Original zu unterscheiden.